# Транспорт в Латвии

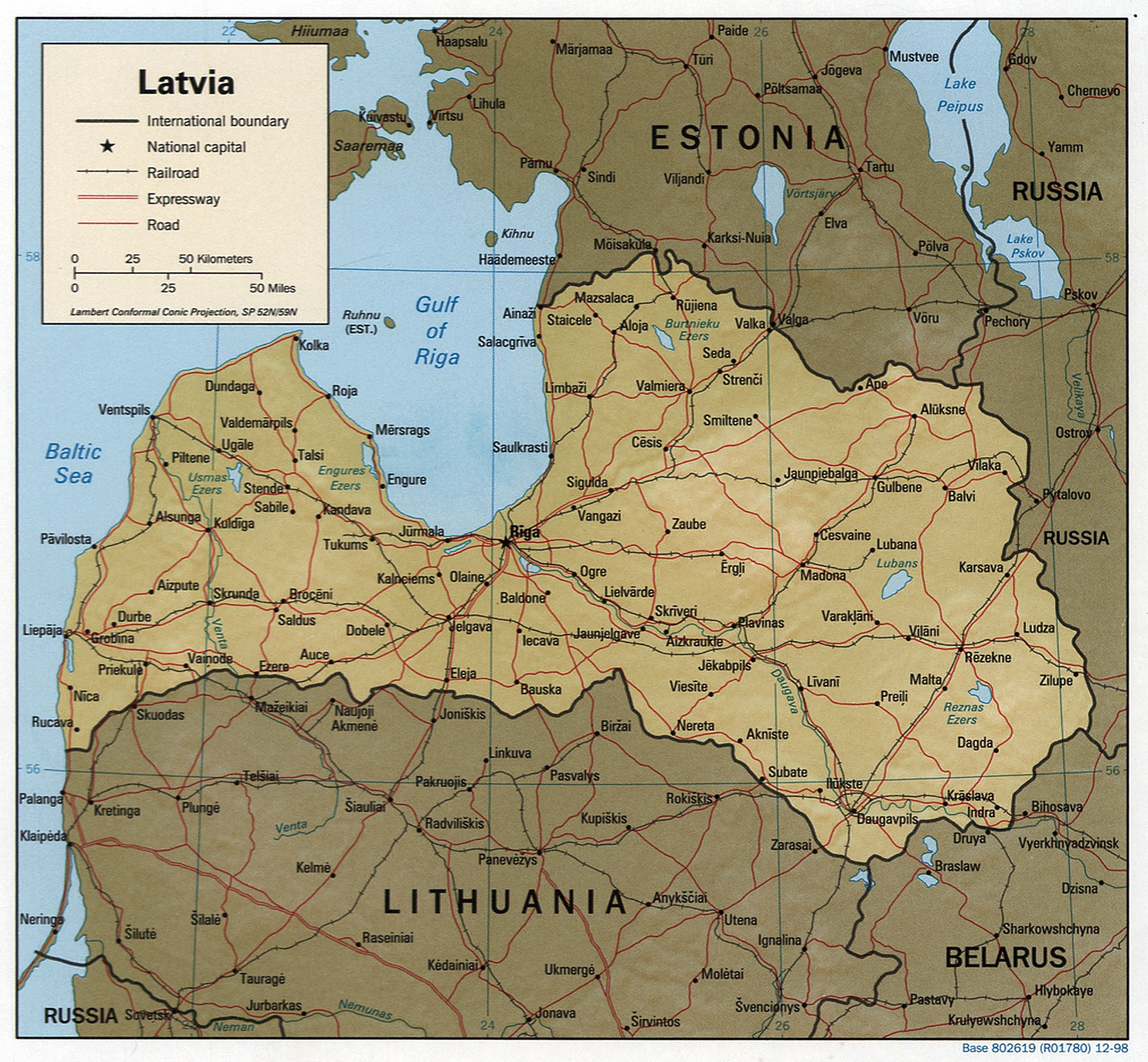
Карта Латвии

Транспорт в Латвии — это сеть, прежде всего, автомобильных и железных дорог.
Столица Латвии важный международный транспортный узел в регионе Балтийского моря (транспортные потоки между Скандинавией и Восточной Европой, Финляндией и Центральной Европой по европейскому маршруту 67 — «Via Baltica», а также между странами Балтии). Важнейшими транспортными воротами города является железнодорожный вокзал (латыш. Rīgas dzelzceļa stacija), откуда отправляются поезда в Москву и Санкт-Петербург (Россия), Минск (Белоруссия), Каунас и Вильнюс (Литва, через Rail Baltica). Железнодорожный мост — старейший из сохранившихся мостов в Риге, который также является единственным железнодорожным мостом через Даугаву в городе.

## Дорожная система

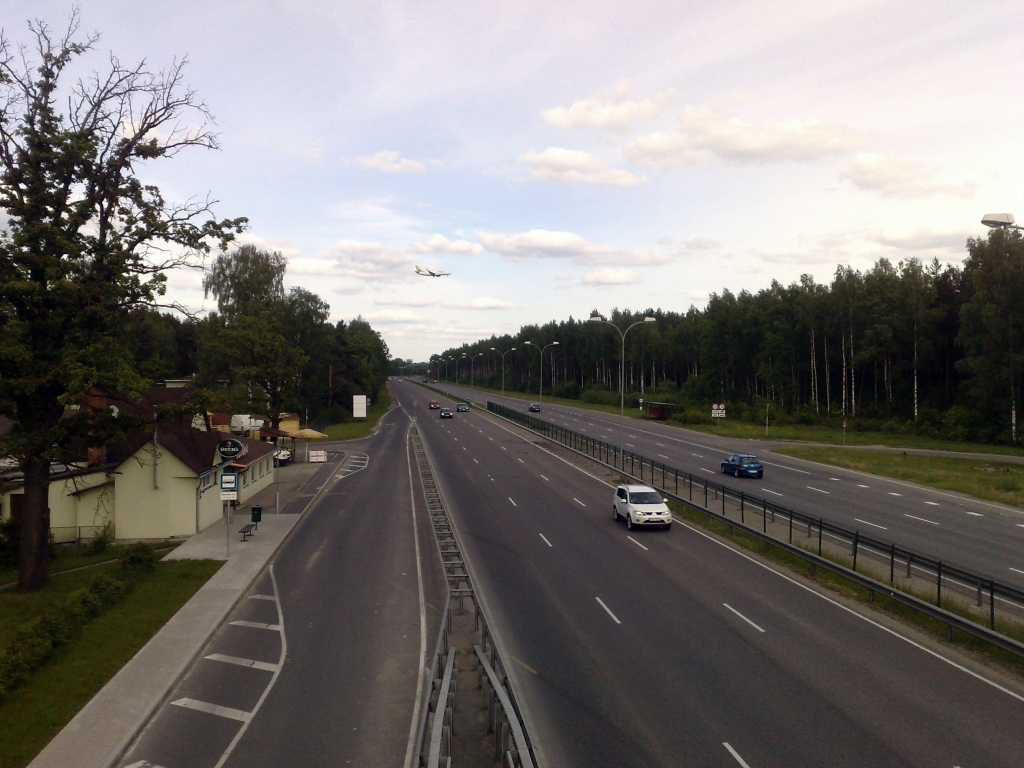
Трасса A10 вблизи Риги

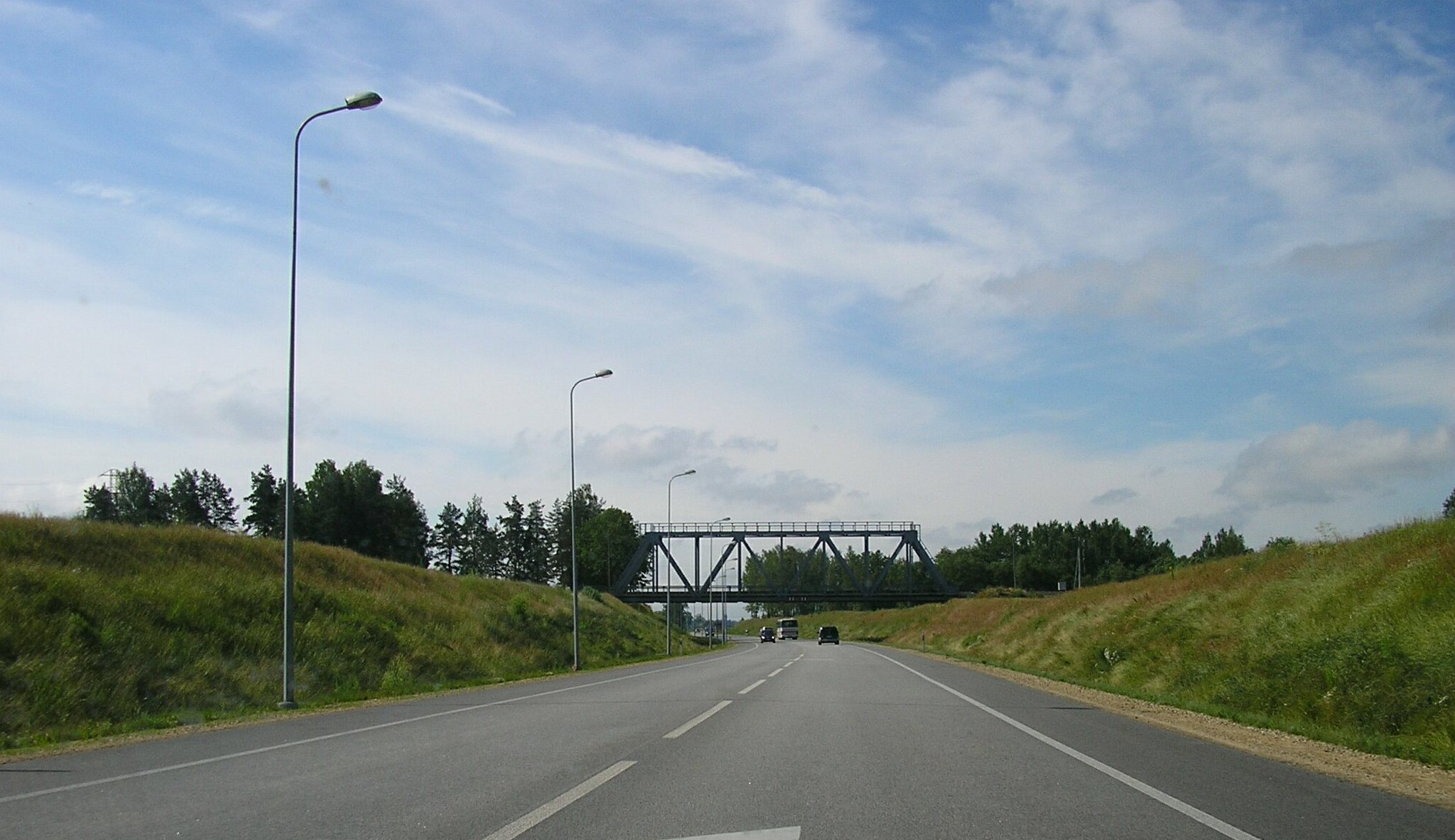
A7 близ Иецавы

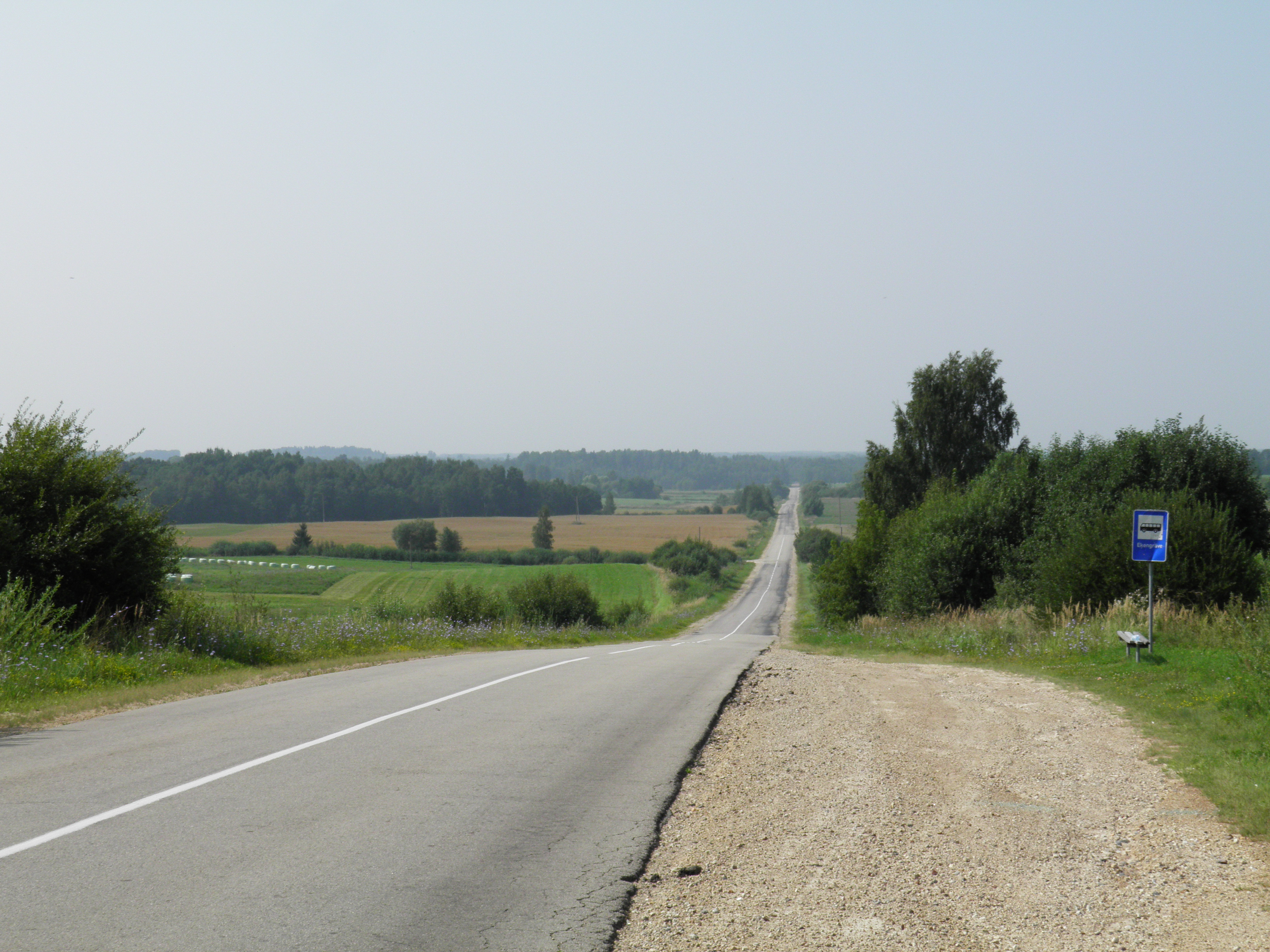
Региональная дорога (P75) с асфальтным покрытием

### Главные автодороги
| Номер | Номер европейского маршрута | Маршрут                                                                           | Длина (км) |
| ----- | --------------------------- | --------------------------------------------------------------------------------- | ---------- |
|       | E67                         | Рига - Айнажи (Эстонская граница)                                                 | 101        |
|       | E77                         | Рига - Сигулда - Вецлайциене (Эстонская граница)                                  | 196        |
|       | E264                        | Инчукалнс - Валмиера - Валка (Эстонская граница)                                  | 101        |
|       | E67 E77                     | Рижская объездная дорога (Балтэзерс - Саулкалне)                                  | 20         |
|       | E67 E77                     | Рижская объездная дорога (Саласпилс - Бабите)                                     | 40         |
|       | E22 E262                    | Рига - Даугавпилс - Краслава - Патерниеки (Белорусская граница)                   | 307        |
|       | E67                         | Рига - Бауска - Гренцтале (Литовская граница)                                     | 85         |
|       | E77                         | Рига - Елгава - Мейтене (Литовская граница)                                       | 76         |
|       |                             | Рига - Скулте - Лиепая                                                            | 199        |
|       | E22                         | Рига - Вентспилс                                                                  | 190        |
|       |                             | Лиепая - Руцава (Литовская граница)                                               | 57         |
|       | E22 E262                    | Екабпилс - Резекне - Лудза - Терехово (Российская граница)                        | 166        |
|       | E262                        | Гребнёво (Российская граница) - Резекне - Даугавпилс - Медуми (Литовская граница) | 163        |
|       | E262                        | Даугавпилсская объездная дорога (Тилти - Калкуне)                                 | 15         |
|       | E262                        | Резекненская объездная дорога                                                     | 7          |

### Длина дорожной системы[1]
| Дороги                      | Асфальт (км) | Грунт (км) | Без покрытия | Всего (км) |
| Государственные автодороги  | 9304         | 10757      | —            | 20061      |
| --------------------------- | ------------ | ---------- | ------------ | ---------- |
| Главные автодороги (A)      | 1673         | —          | —            | 1673       |
| Региональные автодороги (P) | 4633         | 815        | —            | 5448       |
| Местные автодороги (V)      | 2993         | 9887       | —            | 12880      |
| Вспомогательные дороги      | 5            | 55         | —            | 60         |
| Муниципальные дороги        | 6205         | 32041      | —            | 38246      |
| Дороги                      | 1280         | 28695      | —            | 29975      |
| Улицы                       | 4925         | 3346       | —            | 8271       |
| Лесные дороги               | 28           | 10808      | 1502         | 12338      |
| Всего                       | 15537        | 53606      | 1502         | 70645      |

## Железная дорога

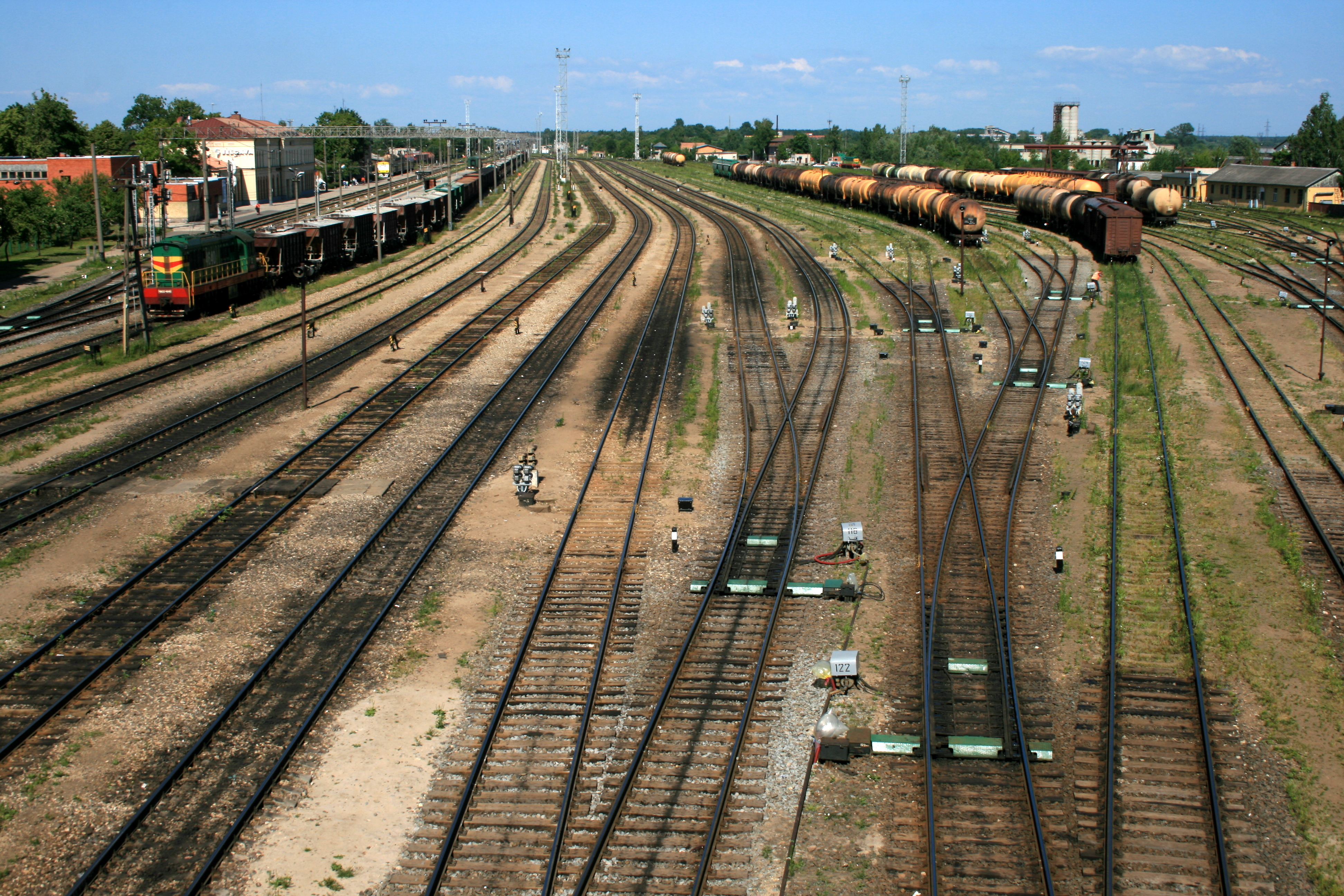
Елгавская ж/д станция

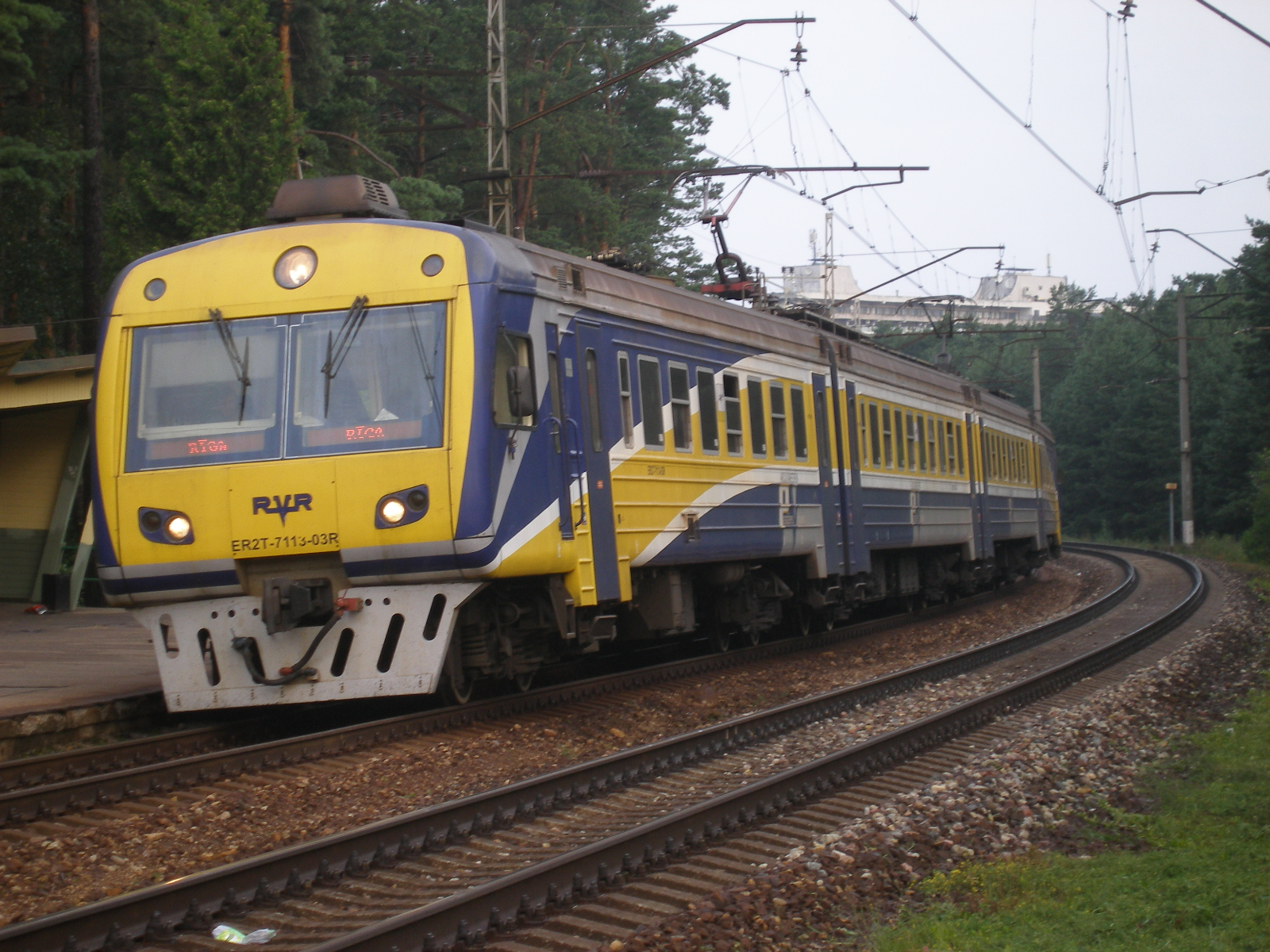
Электропоезд ЭR2T производство RVR

Латвийская железная дорога (латыш. Latvijas dzelzceļš) -  национальная государственная железнодорожная компания Латвии.
Компания обслуживает всю железнодорожную сеть страны: 2263,3 км путей колеи 1520 мм (из них электрифицированы 258,8 км путей).
В состав компании ЛЖД входят 7 дочерних предприятий:
- LDz «Cargo»
- LDz «Infrastruktūra Ltd»
- LDz «Ritošā sastāva serviss»
- LDz «Apsardze»
- LDz «Ritošā sastāva serviss»
- VRC Zasulauks
- Pasažieru Vilciens (пассажирские перевозки)

### Пассажирские перевозки
Pasažieru Vilciens является дочерней компанией Латвийской железной дороги и является единственным перевозчиком пассажиров по железной дороги на территории Латвии.
Латвийские электрифицированные железные дороги — самые протяжённые в странах Балтии, общая их протяжённость — 249 км (ещё 12 км не используются).
На сегодняшний день имеются 4 электрифицированные линии, по которым ходят электропоезда ЭР2/ЭР2Т/ЭР2М:
- 1 линия: Торнякалнс — Тукумс II
- 2 линия: Рига — Елгава
- 3 линия: Земитаны — Скулте
- 4 линия: Рига — Айзкраукле

### Международные пассажирские перевозки
Для международных пассажирских перевозок в качестве тяги используется тепловоз ТЭП70, кроме рейса в Валгу, где курсирует ДР1А.
1. Рига — Москва
2. Рига — Санкт-Петербург
3. Рига — Валга (Эстония): приграничная станция в Эстонии, где можно сделать пересадку на поезд до Тарту и Таллина
4. Рига — Минск: восстановлен в 2011 году, на участке Бигосово — Даугавпилс возобновлено пассажирское сообщение
5. Вильнюс — Санкт-Петербург: в Ригу не заходит, но следует по Латвии и имеет остановки на станциях Даугавпилс, Резекне, Карсава; на станции Даугавпилс объединяется с составом поезда Рига — Санкт-Петербург.

## Аэропорты

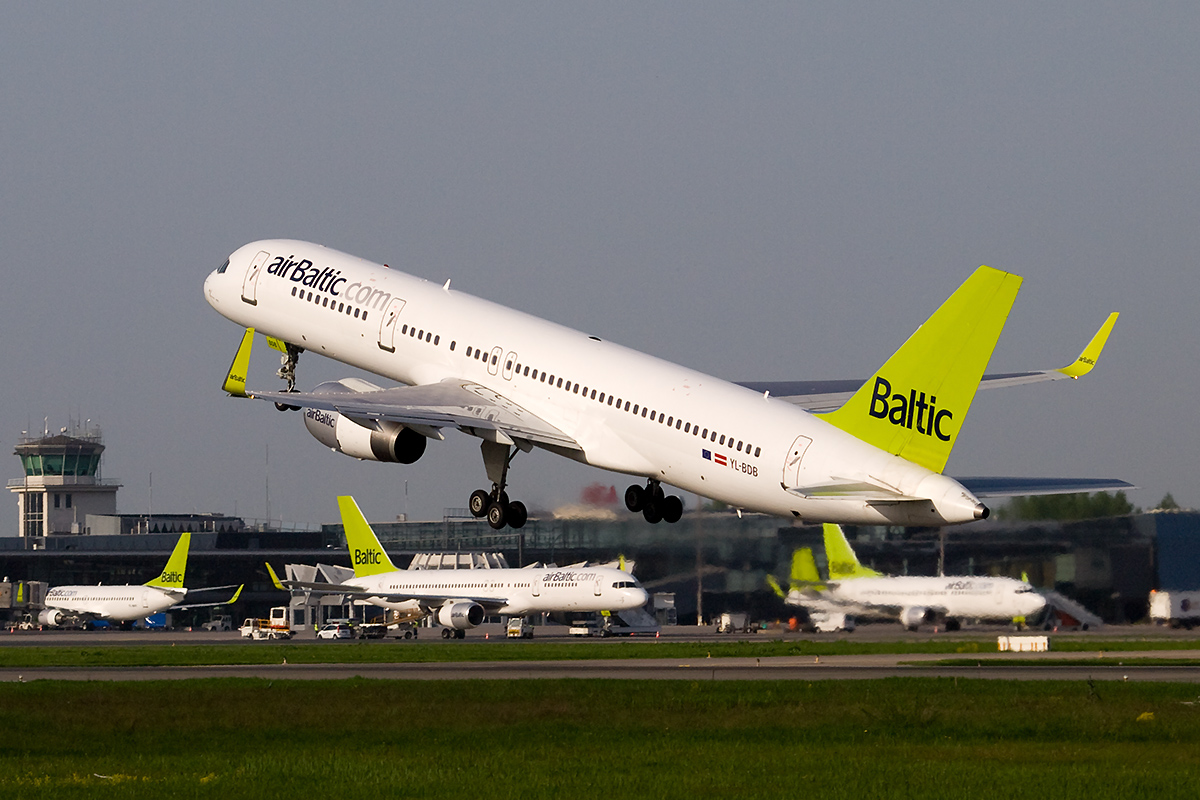
Boeing 757−200WL компании airBaltic

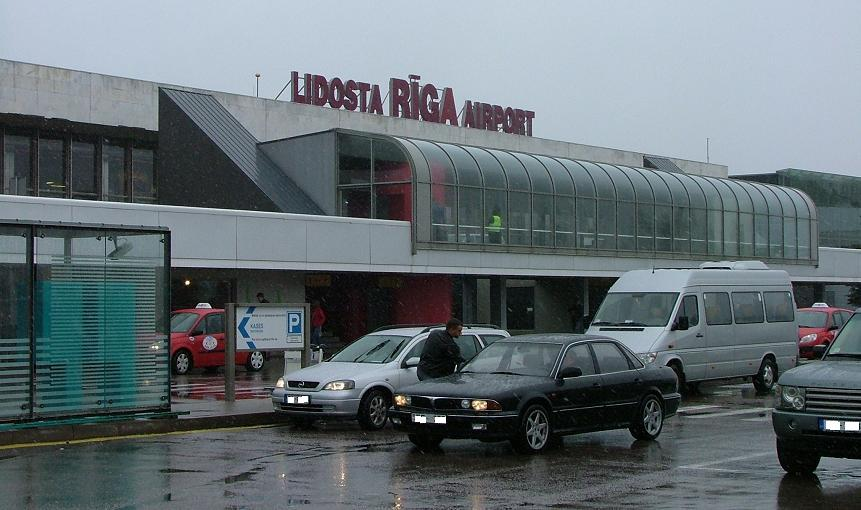
Рижский международный аэропорт

Рижский международный аэропорт самый крупный аэропорт в странах Балтии по объёму грузовых и пассажирских перевозок. В 2012 году аэропорт перевёз 4,7 млн. пассажиров. Аэропорт имеет прямые рейсы более чем в 80-ти направлениях, в 30 странах мира. AirBaltic является латвийской национальной авиакомпанией.
В последние годы AirBaltic начал работать в Международном аэропорту Лиепая и международном аэропорту Вентспилс. В настоящее время идёт развитие в ряде региональных аэропортов, в их числе аэропорты Юрмала, Лиепая, Вентспилс, а также международном аэропорту Даугавпилс.
| Город                 | ИКАО | ИАТА | Название аэропорта                              | Координаты                       |
| --------------------- | ---- | ---- | ----------------------------------------------- | -------------------------------- |
| Гражданские аэродромы | ÿ    | ÿ    | ÿ                                               | ÿ                                |
| Адажи                 | EVAD |      | Адажи (посадочная площадка)                     | 57°05′54″ с. ш. 024°15′58″ в. д. |
| Вентспилс             | EVVA | VNT  | Аэропорт Вентспилс                              | 57°21′28″ с. ш. 021°32′39″ в. д. |
| Даугавпилс            | EVDA | DGP  | Даугавпилс (посадочная площадка) (не действует) | 55°56′33″ с. ш. 026°40′06″ в. д. |
| Екабпилс              | EVKA |      | Екабпилс (посадочная площадка)                  | 56°32′05″ с. ш. 025°53′33″ в. д. |
| Елгава                | EVEA |      | Елгава (посадочная площадка) (не действует)     | 56°40′22″ с. ш. 023°40′45″ в. д. |
| Лиепая                | EVLA | LPX  | Аэропорт Лиепая                                 | 56°31′03″ с. ш. 021°05′49″ в. д. |
| Рига                  | EVRA | RIX  | Аэропорт Рига                                   | 56°55′25″ с. ш. 023°58′16″ в. д. |
| Рига                  | EVRS |      | Спилве (посадочная площадка)                    | 56°59′28″ с. ш. 024°04′30″ в. д. |
| Рига                  | EVRC |      | Румбула (посадочная площадка) (не действует)    | 56°53′00″ с. ш. 024°13′36″ в. д. |
| Тукумс                | EVTA |      | Аэропорт Юрмала                                 | 56°56′32″ с. ш. 023°13′26″ в. д. |
| Военные авиабазы      | ÿ    | ÿ    | ÿ                                               | ÿ                                |
| Лиелварде             | EVGA |      | Авиабаза Лиелварде                              | 56°46′42″ с. ш. 024°51′14″ в. д. |

## Порты и гавани

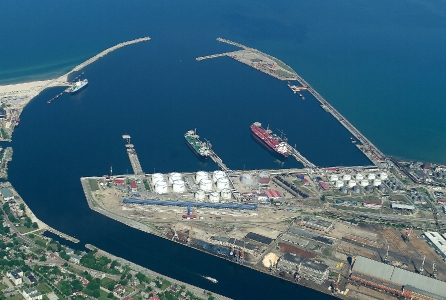
Вентспилсский свободный порт

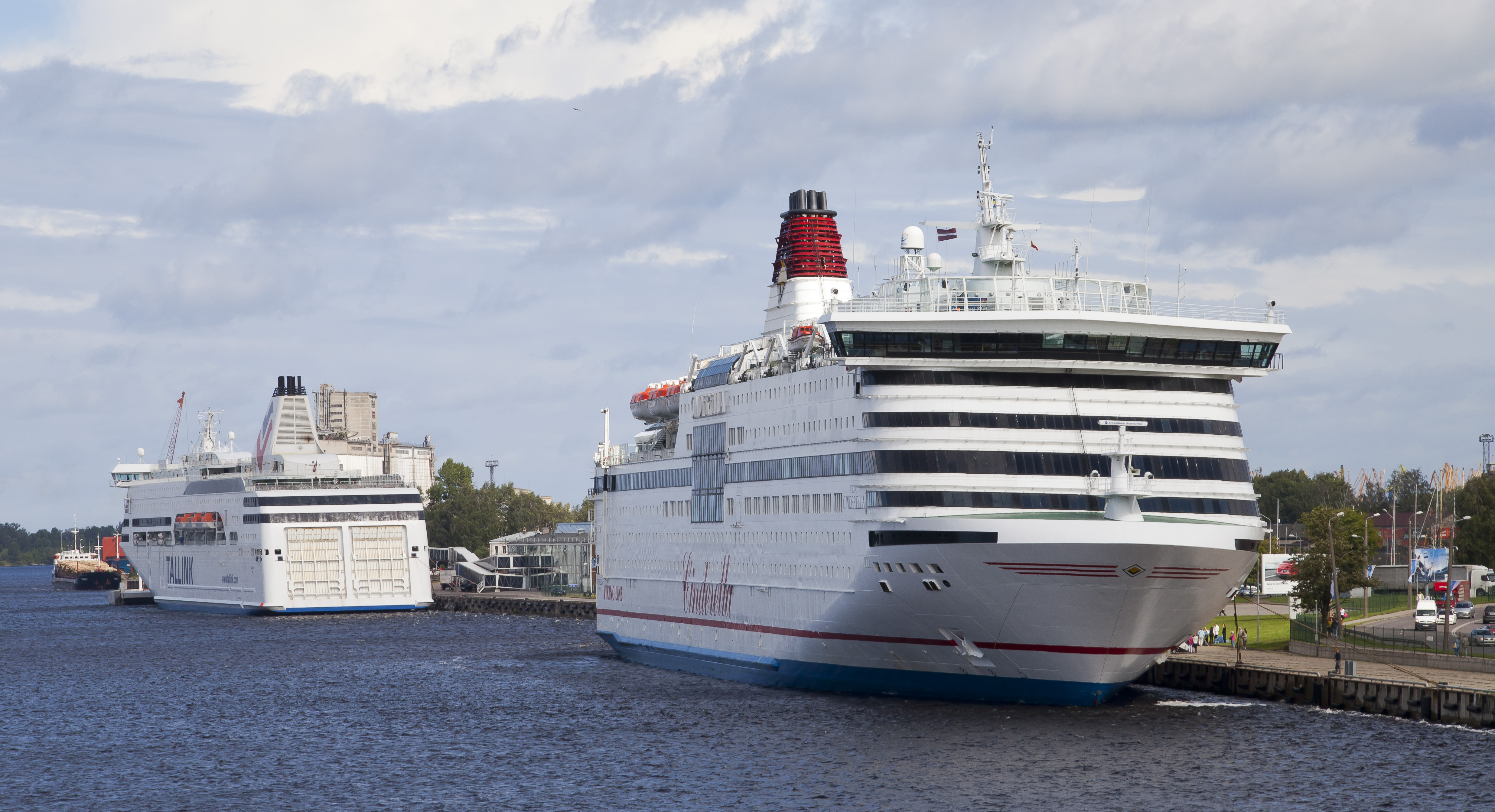
Рижский пассажирский порт

В Латвии действуют 8 портов, все они находятся на Балтийском море.
Крупнейшие порты: Вентспилсский свободный порт, Рижский свободный порт и Лиепайский порт.
Вентспилсский порт является самым оживленным портом в странах Балтии. Помимо дорог и железнодорожных путей, Вентспилс также являлся важным звеном в экспорте российской нефти и каменного угля через Балтийское море.

### Паромное сообщение с другими странами
- Германия
- Швеция

## Трубопровод
Нефть - 412 км; нефтепродукты - 421 км; природный газ - 1097 км (2003).
Вентспилс, месторождения и транспортные маршруты российской нефти соединены двумя трубопроводами:
- нефтяной трубопровод (Полоцк — Вентспилс) мощностью 16 млн т/год;
- нефтепродуктопровод (Полоцк — Вентспилс) мощностью 6 млн т/год.

Oбслуживание трубопроводов осуществляет латвийско-российское совместное предприятие «ЛатРосТранс». www.lrt.lv

## Водное сообщение
- 300 км водных путей, круглогодично доступных для судоходства.

## Городской транспорт
В латвийских городах обычным городским транспортом являются автобусы.
- Рига

Общественный транспорт в городе обеспечивает муниципальная компания Rīgas satiksme, которая управляет движением городское метро, трамваев (9 маршрутов, парк насчитывает 252 вагона), автобусов (53 маршрута, около 460 вагонов) и троллейбусов (20 маршрутов, около 330 вагонов) с обширную сетью маршрутов по всему городу. Кроме того, частные владельцы предлагают более дешёвые услуги маршрутных такси. С 2013 года эта сфера также монополизирована Rīgas satiksme (дочернее предприятие Rīgas mikroautobusu satiksme), однако курсируют также микроавтобусы компаний, описывающих свою деятельность как "нерегулярные заказные рейсы в пределах данного маршрута" (под заказчиками подразумеваются пассажиры) и обходящих таким образом решение Рижской думы о монополизации сектора.
- Даугавпилс

На данный момент в городе действует 27 маршрутов городского автобуса и 5 маршрутного такси. Автопарк в основном состоит из автобусов Solaris Urbino 15, Volvo B10MA-55 и микроавтобусов Mercedes-Benz Sprinter. В городе существует три трамвайные линии связывающие различные микрорайоны города. Оператором обеих транспортной систем является муниципальное предприятие «Daugavpils satiksme».
- Лиепая

Городской транспорт в городe в основном автобусы и трамвай. С 2012 года существует 31 автобусный маршрут и одна двусторонняя 12,9-километровую трамвайная линия, проходящей через некоторые районы города с северо-востока на юго-запад. Трамвайная линия была основана после открытия первого Лиепайского литейного завода в 1899 году, что делает лиепайскую электрическую трамвайную линию старейший в странах Балтии.